# Велико Требелево
Велико Требелево (на словенски: Veliko Trebeljevo) е село в Словения, регион Средна Словения, община Любляна. Според Националната статистическа служба на Република Словения през 2015 г. селото има 109 жители.